# Velika vára (Zagorje)
Velika vára egy középkori várhely Horvátországban, Krapina-Zagorje megyében, a Mačéhoz tartozó Delkovec falu határában.

## Fekvése
Egy 1239-ből származó dokumentumnak köszönhetően tudjuk, hogy a Velika birtok a Lobor birtoktól délre, a krapinai uradalomtól keletre és a sutini birtoktól északra, a Velika-patak középső szakaszánál területén feküdt. A források és a helyszín tanulmányozása alapján úgy tűnik, hogy a vár a falutól keletre emelkedő 233 méteres Gradine nevű magaslaton volt, amely az egykori birtok déli részén mintegy ötven méterre magasodik Delkovec falu fölé.

## Története
Velikát először 1239-ben említik az Očura-hegy és az Ivaneci-hegység területén fekvő Veternica-hegy közötti hegynyereg közelében lévő patak forrásának neveként (Caput Welicha subtus portam), majd 1244-ben annak a birtoknak a neveként, amely IV. Béla király ítélete értelmében Lobor, Klenovnik és Zlogonja birtokokkal együtt Pučuj zagorjei ispán kezéből Mihály varasdi ispán kezébe került, (possessiones Puchne de Sclauonia, videlicet Lobur et Velica, Clenovnik ac Zlogonam). Figyelembe véve, hogy a Velika olyan birtokok között szerepel, amelynek központjai az azonos nevű várakban helyezkedtek el feltételezhetjük, hogy a velikai uradalommal is ez volt a helyzet. Ezért feltételezhetjük, hogy ezt a várat 1244 után Mihály varasdi ispán építette. Úgy tűnik azonban, hogy hamarosan megszűnt, mert soha többé nem említik a dokumentumok. 

## A vár mai állapota
Ma a Gradina területét többnyire erdő borítja, míg nyugati, déli és keleti lejtőin szőlőültetvények vannak. A domb, amelyen feküdt, csak a keleti oldalon csatlakozik az Ivaneci-hegység egyik déli ágának masszívumához, míg a szomszédos domboktól és a lábánál levő kisebb völgytől meredek lejtők választják el. A lejtőkön kívül kedvező stratégiai helyzete is hozzájárul e hely stratégiai jelentőségéhez. Jó kilátást nyújt a Velika-patak völgyére és a szomszédos dombokra, ugyanakkor ugyanezek a dombok védik minden oldalról, így csak akkor látható, amikor valaki közvetlenül alá ér. Mivel a domb tetején épület vagy falmaradvány nem látható feltételezhetjük, hogy ez az erőd fából épült, és - a név alapján ítélve - legalább két részből állhatott. A vár kinézetén kívül pusztulásának ideje sem ismert. A valószínűleg fából épített erődítményt legkésőbb a 13. század végén felhagyták, miután a velikai és a lobori birtokokat Lobor központtal egyetlen uradalommá egyesítették. Ezt a tézist támasztja alá az a tény is, hogy a Lobor kőből épült, és sokkal jobb fekvésű volt, mert közvetlenül egy jelentős út fölött helyezkedett el, amely az ókortól kezdve összekapcsolta az északi Korpona-medencét az Ivaneci-hegységen keresztül Lepoglavával és a Bednja völgyével.